# Praia da Moça
A Praia da Moça é uma praia do Arquipélago de São Tomé e Príncipe, localiza-se a Oeste da ilha de São Tomé entre o a localidade de Monte Carmo e a Praia do Fogo.